# Dona Violante Miranda
Dona Violante Miranda é um filme brasileiro de 1960, do gênero comédia, dirigido por Fernando de Barros e com roteiro adaptado da peça de Abílio Pereira de Almeida.

## Sinopse
Uma dona de bordel  adota uma órfã, que, quando adulta, se torna uma dama da sociedade em função da educação recebida.

## Elenco
- Dercy Gonçalves.... Violante Miranda
- Odete Lara.... Josete
- Fernando Baleroni.... Tonico
- Elísio de Albuquerque.... Polidoro
- Célia Coutinho.... Rosita
- Mauro Mendonça.... Firmino
- Marina Freire.... Boneca
- Eleonor Bruno....Santinha
- Giedre Valeika .... Lulu
- Marina Mônaco .... Lolo
- Ivani de Oliveira .... Fifi
- Elza Rian .... Marli